# 恋と冒険の学園TRPG エリュシオン
「恋と冒険の学園TRPG エリュシオン」は日本のテーブルトークRPG作品である。著者は河嶋陶一朗／冒険企画局。新紀元社からB5判書籍にて2013年2月に発売された。

## 概要
クラウドゲートのWTRPG『エリュシオン』をもとに、河嶋陶一郎がTRPGルール化した作品である。2012年8月にエリュシオン公式サイトにて、冒険企画局とのコラボレーションで『エリュシオンTRPG』を2013年に発売することが発表された。PBW作品からTRPGルールが派生したのは、『無限のファンタジア』『シルバーレイン』『エンドブレイカー!』『サイキックハーツ』に続いて5作品目となる『無限のファンタジアTRPG』『シルバーレインRPG』と同様に、本書はルールブックの全てのページがフルカラー印刷となっている。プレイヤーキャラクターは久遠ヶ原学園（くおんがはらがくえん）の生徒となり、学園生活を送りながら、未知の脅威である天魔（天使と悪魔）と対決する「撃退士」（ブレイカー）となり、超人的な学園生活を送るのがゲームコンセプトである。
ゲームプレイにはプレイヤーそれぞれが、6面体のさいころを2個〜5個ほど使用する。またゲームで使用するキャラクターシートなどの各種フォーム類は公式サイトでも配布されている。

## キャラクター
プレイヤーキャラクターは久遠ヶ原学園の学生である。名前・国籍・年齢・性別・所属クラブなどといった一般的な設定は、それぞれの表からさいころを2個振ってランダムに決定することもできる。

### ジョブ
撃退士としての才能の分類を示す、いわゆるキャラクタークラスに相当する。各ジョブ毎に、専門科目や選択できる授業が異なる。
ルインズブレイド
光と闇を操る混沌の剣士。能力のバランスが良い。
インフェルトレイター
射撃武器のエキスパート。潜入任務も得意。
ダアト
攻撃に長けた魔法使い。他者支援に向いている。
ディバインナイト
光の加護を受けた騎士。防御や妨害を得意とする。
アストラルヴァンガード
回復や援護に長け、戦局のコントロールに優れる。
阿修羅
物理近接戦闘に秀でた者たち。間合いの中での攻撃力が高い。
鬼道忍軍
恐るべき速さで敵を斬り伏せる。斥候としても優秀。
なお、今後のサプリメントでジョブの追加が予定されている。

### スケジュール
キャラクターがどういった学園生活を送るかを設定する。学校での「授業」と、放課後の「コミュ」がある。選択した「授業」と「コミュ」が、キャラクターの扱える「スキル」としてゲーム中に使用できる。（「授業」はジョブ毎に、「コミュ」は一律で、さいころでランダムに決定することも可能）
授業
月曜日と火曜日は一般教養、水曜日と木曜日は専門科目、金曜日は自由に、ひとつずつ選択。
コミュ
月曜日と火曜日にひとつずつ選択。対人コミュと組織コミュの2種類がある。

### その他
内申
能力値には学力・青春力・政治力、そして能力値の代わりに使用できる副能力がある。
健康状態
生命力と《アウル》を決定する。
携行品
各ジョブ毎の基本武器に加えて、最大6個までアイテムを装備（所持と同義）できる。

## ゲームの進行
ゲームは「準備フェイズ」→「導入フェイズ」→「日常フェイズ」→「決戦フェイズ」→「終了フェイズ」の流れで進行していく。
プレイヤーの行動の機会を均等にするため、「サイクル」という概念が用いられている。キャラクター全員が行動を終了したらひとつのサイクルが終了し、次のサイクルに進む。
パート
日常フェイズ中に使用するサイクル。1パートで約6時間に相当。
シーン
パートの中の場面場面を指し、任意のキャラクターが「登場」または「退場」できる。イベントシーン、自由行動シーン、戦闘シーンの3種類がある。
ラウンド
戦闘シーン中に使用するサイクル。1ラウンドで約1分に相当。

### 行動
キャラクターが行える行動には以下の3種類がある。
計画的行動
日常フェイズでしか行えない、時間がかかるような行動を指す。「授業」「情報収集」「デート」「休憩」など、基本的な学園生活の多くがこれに当たる。
支援行動
日常フェイズ、戦闘シーンのどちらでも行える行動。
補助行動
何か別の行動をしながら行えるが、同じ名前の行動は1サイクルに1回という制限がある。

### アウル
撃退士が天魔に対抗する力である《アウル》を用いて、様々な奇跡を引き起こすことができる。ゲーム開始時、各キャラクターは《アウル》を1点持っている。

#### アウルの使用
《アウル》を使用することで、体にオーラをまとったり、他のキャラクターの行動をアシストしたり、敵の行動やスキルの無効化、肉体の再生などが行える。

#### アウルの回復
《アウル》は行為判定で大成功する、イベントシーンにキャラクターが登場する、授業判定に成功する、決戦フェイズ中に回想するなどで回復する。

### 行為判定
ゲームマスターが指定した能力値の値と、6面体さいころを2個振って出た値を合計して達成値を求める。達成値の値から成功度を算出する。
- 指定された能力値の代わりに、生命力を消費して副能力を使用することもできる。
- さいころの目が1ゾロだと大失敗（ファンブル）、6ゾロだと大成功（スペシャル）になる。大失敗の場合はファンブル表を振る。

#### アシスト
行為判定の結果に不満があった場合、そのシーンに登場している他の未行動のキャラクターが《アウル》を使用することにより、6面体さいころを2個振って達成値に加算することができる。ただしこの場合、行為判定を行ったキャラクター+アシストしたキャラクターの人数分だけ、大失敗が起こりやすくなる。大失敗が起こった場合は判定に参加した全員が別々にファンブル表を振る。
- 例えば、1人の行為判定に他のキャラクター2人がアシストした場合、ファンブル値が3となり、さいころの目が2ゾロ、3ゾロだった場合でも大失敗となる。

## 戦闘
戦闘はラウンド毎に「移動フェイズ」→「攻撃フェイズ」→「ラウンドの終了」を行い、戦闘終了まで繰り返していく。

### 移動フェイズ
まず、キャラクター全員が移動速度を決定する。各キャラクターがサイコロを振らず、手の中で隠してサイコロの目をプロットした後で一斉に公開する。そのさいころの目がキャラクターの移動速度となるが、特殊な効果で速度7になったり、意図的またはお手つきで速度0になることもある。移動速度はキャラクターが受けるダメージに加算されるため、ただ速ければ良いというものではない。また移動速度は武器の射程にも影響する。キャラクターがどの移動速度にいるかを表すために、ルールブック巻末に専用の戦場マップシートが収録されている。
- 例えばあるPCが移動速度4の場合、同じ移動速度4にいる別のキャラクターを近接攻撃（射程0）できるが、移動速度3と5にいるキャラクターを攻撃する場合は射程1以上の武器を用いなければならない。移動速度0のキャラクターは全ての移動速度のキャラクターを目標にできるが、また全ての移動速度のキャラクターからも目標にされる危険がある。

### 攻撃フェイズ
命中判定
好きな能力値をひとつ選んで行動判定を行う。成功値が1以上あれば命中。
ガード
攻撃が命中した場合、《アウル》を使用するか、「防具」アイテムを消費することで、「ガード判定」を行うことができる。成功すると、受けるダメージを無効にするか、あるいは攻撃側のダメージ決定を不利にすることができる。
ダメージ
ダメージ決定には攻撃に用いた武器の威力+命中判定の成功値の合計値の数だけさいころを振り、これに目標の移動速度の値を加える。
支援行動
待機、再生、その他の支援行動などが行える。
補助行動
戦闘シーンでも補助行動は行えるが、キャラクターレベルによる制限がある。

### ラウンドの終了
特殊効果の処理やキャラクターの退場処理、戦力の確認を行う。

## 久遠ヶ原学園
『久遠ヶ原学園』は茨城県の沖合に所在する小島を埋め立てた人工島の上に所在している。人工島内には学園地区の他、学生寮などのある住居地区、狭いながらも点在する商業地区、島東側の海岸、北側の森林などがあり、さながら学園都市のような光景である。交通手段としては電車、バス、自転車などが広く用いられる。久遠ヶ原学園は撃退士を養成するための世界最大の養成機関であり、初等部・中等部・高等部・大学部・大学院が設置されており、私立教育機関でありながら1学年毎のクラスは最大200クラス、約6万人の生徒数を擁する巨大学園となっている。

### 撃退士
天魔は『平行世界を行き来する技術』と『空間を閉鎖する方法』を持っている。天魔はそれらを使って人間の魂や感情を吸い取り、勢力を拡大してきた。天魔の存在に気づいた人間たちだったが、天魔にはいかなる兵器も無力だった。一方で、平行世界へつながる「ゲート」が出現し、人間界に影響を与えた結果、天魔に対抗できる力《アウル》に目覚めた人間が現れ始めた。彼らを天魔に対抗できる戦力として養成したのが「撃退士」である。撃退士は超人的な身体能力を発揮し、かつ容易に《アウル》を発動させることができ、発動中は魔具・魔装を用いて自身の能力を高め、異世界からもたらされた異能の力を持って人類の希望として天魔と戦うこととなる。

### プレイス
キャラクターが自由行動フェイズで「休憩」するときに使う、学園内の様々な場所を『プレイス』と呼ぶ。プレイスにはそれぞれ「休憩表」があり、各プレイス毎に何らかの簡単なイベントが発生し、キャラクターに影響をもたらすようになっている。ルールブックには「教室」「購買」「部室」「生徒会室」「学生寮」「図書館」「屋上」「研究室」「プール」「中庭」「商店街」「廃墟」「ゲート」のプレイスが収録されている。キャラクターは「ゲート」以外のプレイスに自由に行くことができる。ルールブック巻末にはキャラクターがどこにいるのかを示すための「プレイスシート」が収録されている。ゲームマスターがプレイスを自作することもできる。

## 天魔
『天魔』は「天使と悪魔」の呼称であり、撃退士の敵となる存在である。天魔は「弱い世界から力を収奪する」ことを目的として、この世界と平行世界をつなぐ「ゲート」を介して人間世界に姿を現し、結界を作り出して、結界内の人間の魂や感情を吸い取っていく。撃退士はわずかな時間なら結界の効力を破ることができ、結界内の人間を脱出させることが可能である。天魔の駆逐とともに、結界の解除や人々の脱出、そしてゲートの破壊は撃退士の重要な役目である。

### 天使
天界の長ベリンガムを中心とする一族で、全員が背中に羽を持っているのが特徴。不老、ゲート作成、シュトラッサー（使徒）作成、サーバント作成などの能力を持つ。天界のゲートにより作成された結界の中の人間は、完全に感情を搾取された後に、天界に連れて行かれてサーバントの原料となる。

### 悪魔
冥界の王ハデスと魔界の王ランデルを中心とする勢力で、天界の制圧を目標としている。背中に蝙蝠の翼のようなものを生やしている。天使とほぼ同じ能力を備える。冥界・魔界のゲートが生み出した結界に囚われた人間は、精神的にどんどん不安定になり、やがて自我を失うと悪魔の用途に適した姿に変わり、戦闘用の尖兵であるディアボロと化す。

## サポート
- ルールブック発売前、クラウドゲート本社内にて本作品の体験会が何回か行われた。
- 2013年2月2日、浅草橋にて冒険企画局とクラウドゲートの共催によるコンベンションが開催された。
- 「Role&Roll」誌上にてサポートが行われる予定である。

## 書誌情報
- 「恋と冒険の学園TRPG エリュシオン」新紀元社 2013/02 ISBN 978-4-7753-1101-1
- 「エリュシオン 恋と冒険の学園サプリメント アフタースクール」新紀元社 2014/04 ISBN 978-4-7753-1186-8